# هیلسدیل، شهرستان کاناوا، ویرجینیای غربی
هیلسدیل (به انگلیسی: Hillsdale) یک منطقهٔ مسکونی در ایالات متحده آمریکا است که در شهرستان کاناوا، ویرجینیای غربی واقع شده‌است.